# Grand Prix de l'Académie du jazz
Le Grand Prix de l’Académie du jazz est une récompense musicale décernée chaque année par l'Académie du jazz pour le meilleur disque jazz de l’année.

## Liste des lauréats
- 1993 : Citi Movement de Wynton Marsalis
- 1994 : This Land de Bill Frisell
- 1995 : Paris Suite de Bob Brookmeyer
- 1996 : Big Band de Joe Henderson
- 1997 : The Art of the Trio, Vol. 1 de Brad Mehldau
- 1998 : Triple Entente du trio Joachim Kühn/Daniel Humair/Jean-François Jenny-Clark
- 1999 : Evolution de John Lewis
- 2000 : Sound of Surprise de Lee Konitz
- 2001 : Songs Without Words de Fred Hersch
- 2002 : Footprints Live! de Wayne Shorter
- 2003 : Air  de Giovanni Mirabassi, Flavio Boltro et Glenn Ferris
- 2004 : Skin Me! du Glenn Ferris Pentessence Quintet
- 2005 : Tati de Enrico Rava
- 2006 : Exceptionnellement, le prix n’a pas été décerné
- 2007 : Kids de  Joe Lovano et Hank Jones
- 2008 : Full Contact de Daniel Humair, Joachim Kühn et Tony Malaby
- 2009 : The Bright Mississippi de Allen Toussaint
- 2010 : La Tectonique des nuages de Laurent Cugny
- 2011 : When the Heart Emerges Glistening de Ambrose Akinmusire
- 2012 : Where Do You Start de Brad Mehldau
- 2013 : Duke at the Roadhouse de Roger Kellaway et Eddie Daniels
- 2014 : The Imagined Savior Is Far Easier to Paint de Ambrose Akinmusire
- 2015 : Solo de Fred Hersch
- 2016 : Into The Silence de Avishai Cohen
- 2017 : Bringin' It de Christian McBride Big Band
- 2018 : Concentric Circles de Kenny Barron Quintet[2]
- 2019 : Groove du Jour de Yes ! Trio (Ali Jackson, Aaron Goldberg et Omer Avital)[3]
- 2020 : Data Lords de Maria Schneider Orchestra[4]
- 2021 : Coming Yesterday : Live at Salle Gaveau 2019 de Martial Solal[5]
- 2022 : LongGone de Joshua Redman, Brad Mehldau, Christian McBride et Brian Blade[6]